# 난퉁시
난퉁시(중국어 간체자: 南通市, 병음: Nántōng, 남통시)는 중화인민공화국 장쑤성에 위치하는 지급시이다. 2004년 9월 26일, 제1회 세계 대도시 발전 지도자 논단이 난퉁에서 개최되었다. 2005년의 시내 총생산 성장률은 15.4%에 이르러, 장쑤 성 최대의 성장률을 기록했다.

## 역사
장강 삼각주에서의 퇴적 작용 때문에 동중국해의 해안선은 끊임없이 동쪽으로 이동해왔고 난퉁과 해안선과의 거리는 고대에 비해 멀어졌다. 한나라 때부터 당나라때까지 난퉁은 양저우에 속했다. 958년에 중요성이 충분해진 도시는 퉁저우라는 이름의 독립된 현이 되었다. 양저우의 부의 증대는 퉁저우가 행정 중심지로써의 기능을 다시 잃어버리게 한 원인이 되었다. 1724년에 퉁저우는 현의 지위를 회복했고 베이징 주변에 위치한 다른 퉁저우와의 혼란을 피하기 위해 난퉁으로 개칭되었다. 난퉁의 번영은 전통적으로 해안에서의 소금 생산과 쌀과 목화 재배 및 면직물 생산에 의존하였다. 지역의 정치인이자 실업가로 남통시 하이먼시에서 태어난 장젠은 1899년에 난퉁에 첫 번째 면방적 공장을 세웠고 제분, 기름, 비단 얼레 공장과 증류, 기계 공장을 포함한 공업단지를 개발하였다. 그는 적하 라인을 세웠고 면화 생산을 위해 난퉁 동부의 소금기 있는 농토를 개간하였다. 1911년 쯤에 난퉁은 일상적으로 '장젠의 왕국'으로 불렸다.
비록 1930년대의 경제 불황과 1930년대와 1940년대에 일본군의 점령 등의 시련을 겪었지만 난퉁은 여전히 방직 산업의 중심지로 남았다. 심수항과 내륙으로 항해 가능한 수로 덕분에 최근의 경제 개혁에서 외국인 투자가 개방된 14개 항구 도시 중 하나가 되었다.

## 지리
난퉁 시는 장쑤성 남쪽에 위치하며, 동쪽은 황해를, 남쪽은 장강을 바라보고 있고, 상하이는 장강의 맞은 편에 존재한다. 난퉁 시는 개혁개방에 의해 공업이 발전해, 방적업, 석유화학, 수운 등이 발달했다. 시내에는, 랑산, 호하 등의 명승이 있다.

### 기후
| 난퉁시의 기후                                                 | 난퉁시의 기후 | 난퉁시의 기후 | 난퉁시의 기후 | 난퉁시의 기후 | 난퉁시의 기후 | 난퉁시의 기후 | 난퉁시의 기후 | 난퉁시의 기후 | 난퉁시의 기후 | 난퉁시의 기후 | 난퉁시의 기후 | 난퉁시의 기후 | 난퉁시의 기후   |
| 월                                                            | 1월           | 2월           | 3월           | 4월           | 5월           | 6월           | 7월           | 8월           | 9월           | 10월          | 11월          | 12월          | 연간            |
| ------------------------------------------------------------- | ------------- | ------------- | ------------- | ------------- | ------------- | ------------- | ------------- | ------------- | ------------- | ------------- | ------------- | ------------- | --------------- |
| 역대 최고 기온 °C (°F)                                        | 20.1 (68.2)   | 25.3 (77.5)   | 27.2 (81.0)   | 33.3 (91.9)   | 34.8 (94.6)   | 36.4 (97.5)   | 38.7 (101.7)  | 39.5 (103.1)  | 38.5 (101.3)  | 32.2 (90.0)   | 27.3 (81.1)   | 22.6 (72.7)   | 39.5 (103.1)    |
| 일평균 최고 기온 °C (°F)                                      | 7.4 (45.3)    | 9.6 (49.3)    | 14.0 (57.2)   | 20.1 (68.2)   | 25.4 (77.7)   | 28.2 (82.8)   | 32.0 (89.6)   | 31.7 (89.1)   | 27.8 (82.0)   | 22.8 (73.0)   | 16.8 (62.2)   | 10.2 (50.4)   | 20.5 (68.9)     |
| 일일 평균 기온 °C (°F)                                        | 3.6 (38.5)    | 5.3 (41.5)    | 9.3 (48.7)    | 14.9 (58.8)   | 20.3 (68.5)   | 24.0 (75.2)   | 28.0 (82.4)   | 27.7 (81.9)   | 23.7 (74.7)   | 18.3 (64.9)   | 12.5 (54.5)   | 6.1 (43.0)    | 16.1 (61.1)     |
| 일평균 최저 기온 °C (°F)                                      | 0.7 (33.3)    | 2.1 (35.8)    | 5.6 (42.1)    | 10.7 (51.3)   | 16.2 (61.2)   | 20.8 (69.4)   | 25.0 (77.0)   | 24.8 (76.6)   | 20.5 (68.9)   | 14.8 (58.6)   | 8.9 (48.0)    | 2.8 (37.0)    | 12.7 (54.9)     |
| 역대 최저 기온 °C (°F)                                        | −8.1 (17.4)   | −5.1 (22.8)   | −3.9 (25.0)   | 0.1 (32.2)    | 8.4 (47.1)    | 13.1 (55.6)   | 18.4 (65.1)   | 18.9 (66.0)   | 12.4 (54.3)   | 4.7 (40.5)    | −1.4 (29.5)   | −7.2 (19.0)   | −8.1 (17.4)     |
| 평균 강수량 mm (인치)                                         | 55.8 (2.20)   | 50.7 (2.00)   | 73.1 (2.88)   | 72.8 (2.87)   | 83.9 (3.30)   | 209.1 (8.23)  | 195.7 (7.70)  | 183.9 (7.24)  | 102.9 (4.05)  | 59.5 (2.34)   | 55.4 (2.18)   | 37.4 (1.47)   | 1,180.2 (46.46) |
| 평균 강수일수 (≥ 0.1 mm)                                      | 9.4           | 9.1           | 10.8          | 10.0          | 10.7          | 12.7          | 12.8          | 11.9          | 9.2           | 7.0           | 8.4           | 7.2           | 119.2           |
| 평균 강설일수                                                 | 2.6           | 2.0           | 0.7           | 0             | 0             | 0             | 0             | 0             | 0             | 0             | 0.2           | 0.7           | 6.2             |
| 평균 상대 습도 (%)                                            | 76            | 76            | 75            | 74            | 75            | 81            | 82            | 83            | 81            | 76            | 76            | 73            | 77              |
| 평균 월간 일조시간                                            | 131.3         | 126.6         | 152.0         | 176.9         | 184.0         | 133.0         | 183.0         | 196.1         | 167.8         | 167.7         | 141.0         | 144.5         | 1,903.9         |
| 가능 일조율                                                   | 41            | 40            | 41            | 45            | 43            | 31            | 42            | 48            | 46            | 48            | 45            | 46            | 43              |
| 출처: 중국기상국 (평년값: 1991년~2020년, 극값: 1981년~2010년) |               |               |               |               |               |               |               |               |               |               |               |               |                 |

## 문화

### 교육
'난퉁의 왕' 장젠은 난퉁에 중국의 첫 번째 교사 양성 학교를 세웠다. 이들은 나중에 장젠이 세운 농업, 공업, 의학 학교와 합쳐져 난퉁 대학이 되었다. 장젠은 또한 박물관, 도서관, 극장들을 세워 난퉁을 중요한 문화 중심으로 만들었다.

### 지역 언어
난퉁의 토착민들은 북부 우어를 사용한다. 남부의 토착민들은 상하이 주변의 것과 유사한 언어를 사용한다. 난퉁 시와 6개의 현과 현급시는 다양한 언어를 사용한다. 난퉁의 도시 주민들은 만다린 및 다른 방언들과는 전혀 다르게 들리고 주변 방언들과도 다른 독특한 방언을 사용한다. 퉁저우 구, 하이먼 시, 치둥 시를 포함한 남부 지역의 약 200만 명의 주민들은 종종 치하이화(启海话)라고 언급되는 우어를 사용한다. 그것은 대략 상하이시의 충밍섬에서 사용되는 방언과 같다. 이들 현의 북부 지역 사람들은 퉁둥화(通东话)를 사용한다. 루가오 시, 하이안 현 사람들은 다른 방언을 사용한다.

## 경제
난퉁은 전통적으로 농업 지역이자 역사에서 소금을 생산하던 오래된 장소이다. 주요 농산품으로 면화, 쌀, 밀, 물고기, 과일 등이 포함된다. 현재 도시는 농업 부문을 향상시키고 유기농 식품의 생산을 늘리기 위해 더욱 노력하고 있다.
난퉁은 중국의 현대화 정책 하에 외국인 투자가 개방된 14개 항구 도시 중 하나이다. 난퉁은 소금과 면직물을 생산하는 역사가 긴 전통 공업 도시이다. 장젠의 첫 번째 면방적 공장부터 오늘날의 공업 회사에 이르기까지 난퉁은 20년 전에 외부 세계에 개방된 이래 장쑤 성 북부의 새로운 공업 중심이다. 우수한 지리적 위치와 두 개의 장강교의 완성으로 전국에서 더 많은 투자를 유치하게 되었다. 2007년 10월에 싱가포르의 RGM 인터내셔널은 난퉁의 관할 지역인 루둥의 양커우 항 건설 계획에 90억 위안(13억 달러)를 투자하기로 한 협정에 서명하였다.
오늘날 난퉁은 중국의 빠르게 성장하는 해안 도시 중 하나이다. 2008년 4월 쑤퉁 장강교와 2009년 충하이 장강교의 개통으로 도시는 장강 삼각주 경제권에서 경쟁 도시인 쑤저우, 항저우, 난징을 제치고 최고의 외국인 투자 도시 자리에 올랐다.
도시권의 팽창과 산업화로 인해 난퉁은 환경 파괴를 겪게 되었다. 시 정부는 좀 더 환경 정책을 강화하고 오염을 통제하고 도로를 따라 많은 나무를 심기 위해 막대한 자금을 투입하였다. 환경 기준을 충족하지 못한 많은 공장들이 폐쇄되었다.
난퉁은 지난 25년간 장강 삼각주의 도시 중 하나로써 빠르게 발전하였다. 난퉁의 급격한 경제 성장은 상하의 바로 북쪽이라는 유리한 위치 덕분이다. 난퉁의 쑤퉁교는 난퉁과 상하이의 통합을 가속화하고 두 도시간의 교통 시간을 3시간에서 1시간으로로 단축시킬 것으로 기대된다.

## 행정 구역

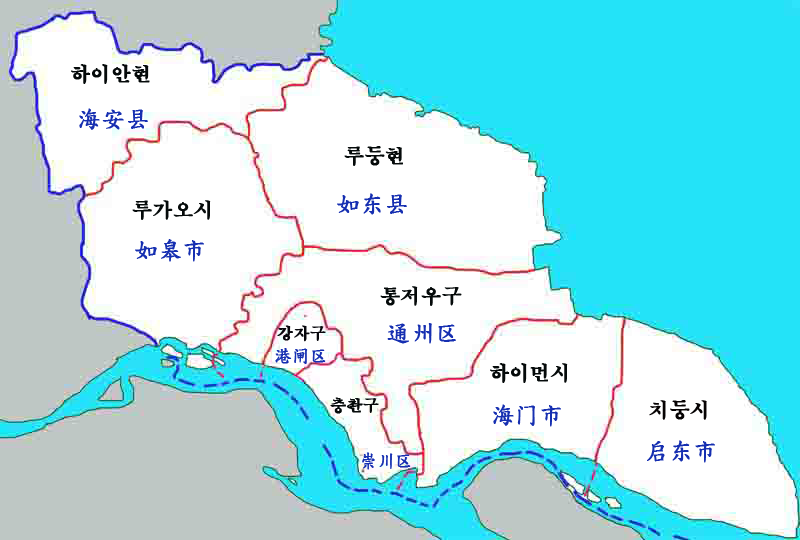
난퉁시 현급구역

3개 시할구, 4개 현급시, 1개 현을 관할한다.
시할구
- 충촨 구(崇川区)
- 강자 구(港闸区)
- 퉁저우 구(通州区)

현급시
- 루가오 시(如皋市)
- 하이먼 시(海门市)
- 치둥 시(启东市)
- 하이안 시(海安市)

현
- 루둥 현(如东县)

## 자매 도시
- 영국 스완지 (1987년 4월 10일)
- 일본 도요하시시 (1987년 5월 26일)
- 일본 이즈미시 (1993년 4월 24일)
- 미국 저지시티 (1996년 4월 2일)
- 독일 트로이스도르프 (1997년 4월 8일)
- 대한민국 김제시 (1997년 10월 22일)
- 이탈리아 치비타베키아 (1999년 12월 1일)
- 캐나다 리무스키 (2003년 9월 8일)

## 출신 인물
- 장젠 (정치인)